# Jeremy Fasano
Jeremy Fasano (Suiza, 15 de mayo de 2006) es un futbolista suizo que juega como defensa en el Grasshopper Club Zúrich de la Superliga de Suiza.

## Estadísticas

### Clubes
Actualizado al último partido disputado el 27 de mayo de 2023.
| Club                            | Div.          | Temporada     | Liga  | Liga  | Copas nacionales | Copas nacionales | Copas internacionales | Copas internacionales | Total | Total |
| Club                            | Div.          | Temporada     | Part. | Goles | Part.            | Goles            | Part.                 | Goles                 | Part. | Goles |
| ------------------------------- | ------------- | ------------- | ----- | ----- | ---------------- | ---------------- | --------------------- | --------------------- | ----- | ----- |
| Grasshopper Club Zúrich · Suiza | 1.ª           | 2023-24       | 0     | 0     | 0                | 0                | ―                     | ―                     | 0     | 0     |
| Grasshopper Club Zúrich · Suiza | Total club    | Total club    | 0     | 0     | 0                | 0                | 0                     | 0                     | 0     | 0     |
| Total carrera                   | Total carrera | Total carrera | 0     | 0     | 0                | 0                | 0                     | 0                     | 0     | 0     |